# Hieraaetus
Genul Hieraaetus, cunoscut uneori sub numele de vulturi mici sau vulturi-șoim, este un gen de păsări de pradă din subfamilia Aquilinae. Acestea trăiesc în Europa, Asia, Africa, Noua Guinee și Australia.

## Taxonomie
Genul Hieraaetus a fost introdus în 1844 de către naturalistul german Johann Jakob Kaup, specia tip fiind Hieraaetus pennatus. Numele genului combină cuvintele grecești hierax, care înseamnă „șoim”, cu aetos, care înseamnă „vultur”.
După ce s-a constatat că secvențele ADN de pe rămășițele vulturului gigant Haast dispărut sunt similare cu cele ale vulturului mic, acesta a fost reclasificat din genul Harpagornis în genul Hieraeetus.
Genul conține cinci specii:
- Hieraaetus wahlbergi
- Hieraaetus ayresii
- Hieraaetus pennatus
- Hieraaetus weiskei
- Hieraaetus morphnoides